# サンザシ (アンダーグラフの曲)
「サンザシ」（さんざし）は、2011年4月9日からlive tour'11 会場にて販売された日本のロックバンド、アンダーグラフのライブ会場限定発売となるものとしては1枚目、メジャーデビュー後のものとしては通算11枚目となるシングル。

## 概要
今回のシングルは、初の試みとなる「ストーリーシングル」という形式をとっている。「prologue（プロローグ）」と「epilogue（エピローグ）」は、物語への案内人として、声優麻生美代子の声。
「言葉」は、office with triangleのライター伊藤史織によって綴られる。
表題曲には、真戸原直人が初脚本に挑戦した、パペット（人形）アニメのビデオクリップが制作されている。
本作より新レーベルAcorn Recordsからリリースされた。このCDの売り上げから発生する、アンダーグラフに分配されるアーティスト印税の全ては、LOVE FOR NIPPONを通してジャパン・プラットフォームに寄付され、
東北地方太平洋沖地震の復興支援金に使われる。

## 収録曲
1. –prologue-
2. サンザシ（Single Version）
「古き良き日本の女性の恋心」を主題に、真戸原直人が何度も詞と曲を練り直し完成。
クラシックを基本としながらもポップスやロックまで演奏する「Everly」から松尾賛之（Violin）と水野宇高（Cello）が参加。
3. ハルヲミタ
直後に発売された1stミニアルバム「花天月地」には未収録だが、セレクションアルバム「2012～今、聴いて欲しい曲達。」に収録されている。
4. サンザシ（INSTRUMENTAL）
5. –epilogue-

## 収録アルバム
- 『花天月地』(#2のアルバムバージョン)